# Alwin Mittasch

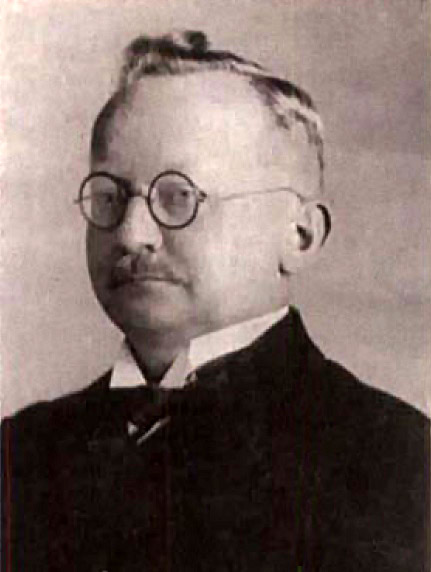
Alwin Mittasch (1902)

Paul Alwin Mittasch (obersorbisch Pawoł Alwin Mitaš; * 27. Dezember 1869 in Großdehsa, heute zu Löbau, Sachsen; † 4. Juni 1953 in Heidelberg) war ein deutscher Chemiker sowie Naturwissenschaftshistoriker sorbischer Herkunft. Durch seine bahnbrechenden und systematischen Forschungen zur Katalysatorentwicklung für die Ammoniak-Synthese nach dem Haber-Bosch-Verfahren gelangte er zu großem Ansehen.

## Leben
Alwin Mittasch wurde 1869 als Sohn eines Lehrers im sorbisch geprägten Dorf Großdehsa/Dažin in der Oberlausitz geboren. Er war das vierte von fünf Geschwistern, einem Bruder sowie drei Schwestern. Zunächst besuchte er in seinem Heimatdorf die Volksschule. Danach wechselte er an ein Internat in Bautzen, wo er 1889 das Lehrerseminar beendete. Danach schlug er wie sein Vater eine Laufbahn als Lehrer ein. In seiner ersten Stelle als Hilfslehrer an der Volksschule zu Klix bei Guttau arbeitete er drei Jahre.
Durch die Anregung seines älteren Bruders zog er 1892 nach Leipzig, wo er für fünf Jahre eine Stelle an der Bezirksschule von Leipzig-Kleinzschocher antrat. Nebenher begann er dort ein nebenberufliches Universitätsstudium zahlreicher Fächer, zu denen Geschichte, Philosophie, Psychologie, aber auch die Naturwissenschaften zählten. Ab 1894 hörte er Vorlesungen bei Wilhelm Ostwald über Energetik. Nach und nach verschrieb er sich der Chemie. Durch die finanzielle Unterstützung seiner Schwester war er in der Lage, den Schuldienst für ein halbes Jahr zu unterbrechen und sich dem Studium der Naturwissenschaften im Allgemeinen zu widmen. Nach Abschluss dieser Studien trat er in den Schuldienst in einer nahe dem Chemischen Institut gelegenen Schule an. Zunächst studierte er Chemie mit dem Ziel, Lehrer für Chemie und Physik an einer Mittelschule zu werden.
1901 promovierte er im Fach Chemie in der Abteilung von Wilhelm Ostwald im Fachbereich Physikochemie. Max Bodenstein wurde sein Doktorvater. Seine Dissertation, die sich mit Nickelcarbonylen beschäftigte, beendete Mittasch trotz Vollzeitanstellung als Lehrer nach anderthalb Jahren mit dem Prädikat summa cum laude. Die grundlegenden Ergebnisse dieser Arbeit fanden u. a. Verwendung bei der Entwicklung des Mond-Langer-Carbonylverfahrens zur Nickelgewinnung. Noch Jahrzehnte später wurden seine Forschungsergebnisse von Fachleuten zu Rate gezogen. Nach wie vor beschäftigte er sich aber auch intensiv mit der Philosophie. Eine Habilitation konnte Mittasch nicht anstreben, da er kein Abitur vorzuweisen hatte. Somit schlug er den Weg in die Industrie ein. 
Nach dem Tod seines ältesten Sohnes Heinz Mittasch 1932 trat er frühzeitig in den Ruhestand ein, siedelte nach Heidelberg über und widmete sich dem Schreiben und der Musik sowie der Gartenarbeit. Mittasch war kein politischer Mensch; zwar gab er wohl 1933 seine Stimme für den Nationalsozialismus ab, war aber nie dessen ideologischer Anhänger. 1953 verstarb Alwin Mittasch in Heidelberg. Er hinterließ seine Frau Dora Martha Mittasch (geb. Jäger) und seinen jüngeren Sohn Helmut Mittasch.

## Wirken
Seine Karriere begann Mittasch zunächst 1903 in Stolberg bei Aachen als analytischer Chemiker in einer AG für Bergbau, Blei- und Zinkfabrikation, wo er schon nach kurzer Zeit eine leitende Funktion im Metallhüttenwesen erhielt. 
Nach nur einem Jahr wechselte er auf Empfehlung seines damaligen Doktorvaters zur BASF, wo er seine Tätigkeit als Assistent von Carl Bosch aufnahm. Dabei nahm er an Versuchen teil, bei denen Stickstoff über Metallnitride sowie Metallcyanide fixiert werden sollte. Im Jahr 1909 begann Mittasch mit der systematischen Suche nach einem Katalysator zur Ammoniak-Herstellung auf der Basis von Eisenoxid, in deren Folge ca. 20.000 Versuche zur Optimierung durchgeführt wurden. Der gefundene Katalysator (Eisen(II/III)-Oxid Fe3O4, K2O, CaO, Al2O3 und SiO2) ermöglichte die großtechnische Ammoniaksynthese und ist bis heute nahezu unverändert in Gebrauch. Durch seine großen Erfolge wurde Mittasch 1918 Forschungsleiter des damals neugegründeten Ammoniaklaboratoriums der BASF.
Nicht nur das Einsetzen des effizienten Katalysators zur Ammoniakgewinnung geht auf Mittasch zurück, sondern auch die katalytische Ammoniakoxidation zur Salpetersäureherstellung, die Hochdruckmethanolsynthese (mit Matthias Pier 1923) mit Mischoxidkatalysatoren (Zinkoxid und Chrom(III)-oxid), sowie die Hochdruckcarbonylprozesse zur Gewinnung von reinsten Metallen wie Nickel und Carbonyleisen. Die Ergebnisse seiner Arbeiten sind in 85 Patenten festgehalten, die er zumeist mit seinen Mitarbeitern anmeldete. 
Nach Beendigung seiner Karriere als Chemiker schrieb er viel über die Geschichte der Chemie sowie über die Philosophie der Naturwissenschaften, wofür er auch von hochrangigen Personen wie Theodor Heuss Anerkennung erhielt. Ab dem Spätjahr 1944 begann er außerdem an der „Chronik meines Lebens“ zu schreiben.

## Auszeichnungen und Ehrungen
Für seine Erkenntnisse und sein Engagement erhielt Mittasch zahlreiche Ehrungen. Die Universität TH München verlieh ihm 1923 die Ehrendoktorwürde. 1927 erhielt er die Emil-Fischer-Denkmünze des Vereins Deutscher Chemiker. Die Universität LwH Berlin verlieh ihm 1928 die Ehrendoktorwürde. Außerdem erhielt er 1929 die Silberne Verdienstmedaille des Verbandes Pfälzischer Industrieller und die Goldene Bunsen-Denkmünze der Deutschen Bunsen-Gesellschaft. 1933 erhielt er die Liebig-Kekule-Medaille der Gesellschaft Liebighaus. Im Jahr 1937 wurde er zum Mitglied der Leopoldina gewählt. Seit 1939 war er ordentliches Mitglied der Heidelberger Akademie der Wissenschaften. 1942 erhielt er die Carus-Medaille der Leopoldina. Die Württemberg-Badische Regierung ernannte ihn 1949 zum Professor.  
Alwin Mittasch zu Ehren vergibt die DECHEMA regelmäßig den Alwin-Mittasch-Preis (früher Alwin-Mittasch-Medaille) für herausragende Leistungen auf dem Gebiet der Katalyseforschung. Die Alwin-Mittasch-Straße in der Maxdorfer BASF-Siedlung sowie der Alwin-Mittasch-Platz in Ludwigshafen am Rhein sind nach ihm benannt, ebenso der Alwin-Mittasch-Park.

## Schriften
- Chemische Dynamik des Nickelkohlenoxyds (Dissertation). In: Zeitschrift für physikalische Chemie. 1902, 40, S. 1–88.
- mit E. Theis: Von Davy und Döbereiner bis Deacon. Ein halbes Jahrhundert Grenzflächenkatalyse. 1932.
- Kurze Geschichte der Katalyse in Praxis und Theorie. 1939.
- Lebensprobleme und Katalyse. 1947.
- Von der Chemie zur Philosophie. Ausgewählte Schriften und Vorträge. 1948. (mit Autobibliographie)
- Geschichte der Ammoniaksynthese. Verlag Chemie, Weinheim 1951.
- Salpetersäure aus Ammoniak. 1953.
- Erlösung und Vollendung. Gedanken über die letzten Fragen. 1953.